# .si
A .si Szlovénia internetes legfelső szintű tartomány kódja, melyet 1993-ban hoztak létre. A Szlovén Egyetemek és Kutatóközpontok Hálózata (ARNES) felelős a karbantartásáért.